# Hidden Charms
Albums de Willie Dixon
I Am the Blues
(1970)
Hidden Charms, sorti en 1988, est le troisième et dernier album studio du bluesman Willie Dixon à sortir sous son nom. Il s'agit de la dernière apparition sur album de Willie Dixon et de Red Callender.

## L'album
Willie Dixon a gagné le Grammy Award du meilleur album de blues traditionnel pour cet album. Tous les titres ont été composés par Willie Dixon.

## Les musiciens
- Willie Dixon : voix
- Cash McCall : guitare
- Red Callender : basse
- Earl Palmer : batterie
- Lafayette Leake : piano
- Sugar Blue : harmonica

## Les titres
| No | Titre                         | Durée |
| -- | ----------------------------- | ----- |
| 1. | Blues You Can't Lose          | 5:44  |
| 2. | I Don't Trust Myself          | 4:23  |
| 3. | Jungle Swing                  | 5:27  |
| 4. | Don't Mess With the Messenger | 7:10  |
| 5. | Study War No More             | 4:33  |
| 6. | I Love the Life I Live        | 3:11  |
| 7. | I Cry for You                 | 4:40  |
| 8. | Good Advice                   | 5:13  |
| 9. | I Do the Job                  | 6:22  |